# Túttukkudi
Túttukkudi (tamilsky தூத்துக்குடி, dříve anglicky Tuticorin) je město v Tamilnádu, jednom ze svazových států Indie. K roku 2011 v něm žilo přibližně 320 tisíc obyvatel.

## Poloha
Túttukkudi leží na pobřeží Mannárského zálivu. Od Čennaí, hlavního města státu, je vzdáleno přibližně 530 kilometrů jihozápadně.

## Dějiny
Známé přístavní město zde bylo již za starověku. V novověku bylo Túttukkudi významným střediskem evropských kolonialistů: Od poloviny 16. století zde sídlili Portugalci, od 1658 patřilo Nizozemsku a od roku 1825 britskému impériu.

## Obyvatelstvo
Přibližně 65 % obyvatelstva vyznává hinduismus, přibližně 30 % křesťanství a přibližně 5 % islám.